# Strutklotspindel
Strutklotspindel (Theridion impressum) är en spindelart som beskrevs av Ludwig Carl Christian Koch 1881. I den svenska databasen Dyntaxa används istället namnet Phylloneta impressa. Enligt Catalogue of Life ingår strutklotspindel i släktet Theridion och familjen klotspindlar, men enligt Dyntaxa är tillhörigheten istället släktet Phylloneta och familjen klotspindlar. Arten är reproducerande i Sverige. Inga underarter finns listade i Catalogue of Life.